# Csontváry Kosztka Tivadar festményeinek listája
Csontváry Kosztka Tivadar festményeinek száma más festőkéhez viszonyítva csekély, az ismertté vált festményeinek száma egyes források szerint 112; Romváry Ferenc monográfiájában azonban 125 címet sorol fel.
Csontváry legtöbbször nem látta el szignójával a képeit, azok címét, készítésük idejét sem jegyezte fel rájuk. Az életében megrendezett kiállításokhoz készült katalógusokat viszont saját maga állította össze (három Budapesten, egy Párizsban, egy Berlinben, ez utóbbi végül elmaradt), és ezekben megadta a képek többségének címét és keletkezési idejét is. A dátumokat azonban néha pontatlanul tüntette fel, akár több évet is tévedett, amit önéletrajzából és utazásai időpontjából lehet kikövetkeztetni. A madarakat ábrázoló képek esetén is tévedett néhol: azokon nem a címben megjelölt madarak láthatók, pl. a Gém című festmény valójában nagy kócsagot, a Tövisszúró gébicsek című pedig vörösfejű gébicseket ábrázolnak (ezeket legtöbbször kitömött példányok alapján festette).
Az alábbi táblázat Csontváry festményeit sorolja fel:
| Kép | Festmény címe                                                                  | készítés éve     | technika     | méret           | tulajdonos                               |
| --- | ------------------------------------------------------------------------------ | ---------------- | ------------ | --------------- | ---------------------------------------- |
|     | Ablaknál ülő nő                                                                | 1890-es évek     | olaj, karton | 73 × 95 cm      | Magyar Nemzeti Galéria, Budapest         |
|     | Vihar a pusztán                                                                | 1890-es évek     | olaj, vászon | 61 × 94 cm      | nincs adat                               |
|     | Parkrészlet                                                                    | 1891 körül       | olaj, vászon | 51 × 78 cm      | magántulajdon                            |
|     | Pillangók                                                                      | 1893             | olaj, karton |                 | Janus Pannonius Múzeum, Pécs             |
|     | Süvöltőt leterítő ölyv (Süvöltőt leterítő karvaly)                             | 1893             | olaj, karton | 54 × 44 cm      | Janus Pannonius Múzeum, Pécs             |
|     | Gém                                                                            | 1893             | olaj, karton |                 | Losonci Nógrád Múzeum, Losonc, Szlovákia |
|     | Tövisszúró gébicsek                                                            | 1893             | olaj, karton |                 | Janus Pannonius Múzeum, Pécs             |
|     | Mátyásmadár                                                                    | 1893             | olaj, karton | 47 × 31 cm      | Janus Pannonius Múzeum, Pécs             |
|     | Héja hófajddal                                                                 | 1893             | olaj, karton |                 | Janus Pannonius Múzeum, Pécs             |
|     | Őz                                                                             | 1893             | olaj, vászon | 100 × 120 cm    | magántulajdon                            |
|     | Önarckép                                                                       | 1893 körül       | olaj, vászon | 55,5 × 45,5 cm  | Magyar Nemzeti Galéria, Budapest         |
|     | A gácsi Forgách-kastély                                                        | 1894             | ?            | 37 × 95 cm      | Antal-Lusztig Gyűjtemény, Debrecen       |
|     | Almát hámozó öregasszony                                                       | 1894 körül       | olaj, vászon | 126 × 41 cm     | Janus Pannonius Múzeum, Pécs             |
|     | Piros ruhás gyermek                                                            | 1894 körül       | olaj, karton |                 | magántulajdon                            |
|     | Felvidéki utca (Házak)                                                         | 1895             | olaj, karton | 38 × 51 cm      | Janus Pannonius Múzeum, Pécs             |
|     | Olasz táj                                                                      | 1895             |              |                 | magántulajdon                            |
|     | Ódon boltozat                                                                  | 1896 után        | olaj, vászon |                 | nincs adat                               |
|     | Pompeji Have (A Chirurgus háza a Vezúvval)                                     | 1897-98          | olaj, vászon | 47 × 51 cm      | magántulajdon                            |
|     | Visszatekintő nap Trauban (Traui tájkép naplemente idején)                     | 1898             | olaj, vászon | 70 × 95 cm      | magántulajdon                            |
|     | Az ifjú festő                                                                  | 1898             | olaj, vászon | 38,5 × 29 cm    | Magyar Nemzeti Galéria, Budapest         |
|     | Iskolai emlék Párizsból                                                        | 1898             | olaj, vászon | 70 × 95 cm      | magántulajdon                            |
|     | Visszatekintő nap Trauban (Traui tájkép naplemente idején)                     | 1899             | olaj, vászon | 34,5 × 66,5 cm  | magántulajdon                            |
|     | Holdvilágos éj Trauban (Zárda)                                                 | 1899             | olaj, vászon | 33 × 65 cm      | magántulajdon                            |
|     | Délutáni vihar Trauban                                                         | 1900             | olaj, vászon |                 | Antal-Lusztig gyűjtemény, Debrecen       |
|     | Délutáni kis plein air Trauban                                                 | 1900             | olaj, vászon | 25 × 48 cm      | nincs adat                               |
|     | Önarckép                                                                       | 1900 körül       | olaj, vászon | 67 × 39,5 cm    | Magyar Nemzeti Galéria, Budapest         |
|     | Fohászkodó idős asszony                                                        | 1900             | olaj, vászon | 60.7 × 49 cm    | Szlovák Nemzeti Galéria, Pozsony         |
|     | Teniszező társaság                                                             | 1900 körül       | olaj, vászon | 41 × 40,2 cm    | magántulajdon                            |
|     | Dalmát vidék                                                                   | 1900             | olaj, vászon |                 | magántulajdon                            |
|     | Dalmát hegy                                                                    | 1900 körül       | olaj, karton | 28 × 34 cm      | Janus Pannonius Múzeum, Pécs             |
|     | Hegyi híd a folyó fölött                                                       | 1900             | olaj, vászon | 50,5 × 34 cm    | magántulajdon                            |
|     | Villa Pompeji                                                                  | 1901             | olaj, vászon |                 | magántulajdon                            |
|     | Naplemente a nápolyi öbölben                                                   | 1901             | olaj, vászon | 31 × 50 cm      | magántulajdon                            |
|     | Halászat Castellammaréban (Esti halászat Castellammaréban)                     | 1901             | olaj, vászon | 55 × 95 cm      | Janus Pannonius Múzeum, Pécs             |
|     | Világító éj Castellammaréban                                                   | 1901             |              |                 | magántulajdon                            |
|     | A Palazzo Corvaia Taorminában (Olasz halász)                                   | 1901             | olaj, vászon |                 | magángyűjtemény?                         |
|     | Olasz város (Taorminai részlet az óratoronnyal)                                | 1901             | olaj, vászon |                 | magángyűjtemény?                         |
|     | Hídon átvonuló társaság                                                        | 1901             | olaj, vászon | 60 × 72 cm      | magángyűjtemény                          |
|     | Mandulavirágzás (Olaszországi táj)                                             | 1901–02          | olaj, vászon | 43 × 51,5 cm    | Herman Ottó Múzeum, Miskolc              |
|     | Holdtölte Taorminában                                                          | 1901             | olaj, vászon |                 | nincs adat                               |
|     | Castellamare di Stabia                                                         | 1902             | olaj, vászon | 101 × 120 cm    | Janus Pannonius Múzeum, Pécs             |
|     | Selmecbánya látképe                                                            | 1902             | olaj, vászon | 90 × 152 cm     | Janus Pannonius Múzeum, Pécs             |
|     | A Keleti pályaudvar éjjel                                                      | 1902             | olaj, vászon | 44 × 65 cm      | Herman Ottó Múzeum, Miskolc              |
|     | Öreg halász                                                                    | 1902             | olaj, vászon | 59,5 × 45 cm    | Herman Ottó Múzeum, Miskolc              |
|     | Városka a domboldalon                                                          | 1902 körül       | olaj, vászon | 50 × 65 cm      | magángyűjtemény                          |
|     | Tengerparti város                                                              | 1902 körül       | olaj, vászon | 43,3 × 114 cm   | Magyar Nemzeti Galéria, Budapest         |
|     | Virágzó mandulafák Taorminában                                                 | 1902 körül       | olaj, vászon | 79,5 × 98 cm    | Janus Pannonius Múzeum, Pécs             |
|     | Szerelmespár                                                                   | 1902             | olaj, vászon |                 | magántulajdon                            |
|     | Szerelmesek találkozása (Randevú)                                              | 1902 körül       | olaj, vászon | 69,2 × 54,2 cm  | magántulajdon                            |
|     | Táj holdfényben                                                                | 1903 körül       | olaj, vászon | 34,2 × 24,2 cm  | Ismeretlen helyen (ellopták)             |
|     | Zrinyi kirohanása                                                              | 1903             | olaj, vászon | 82 × 131 cm     | Janus Pannonius Múzeum, Pécs             |
|     | Jajcei vízesés                                                                 | 1903             | olaj, vászon | 97 × 149 cm     | Janus Pannonius Múzeum, Pécs             |
|     | Villanyvilágított fák Jajcéban                                                 | 1903             | olaj, vászon | 92 × 88 cm      | Magyar Nemzeti Galéria, Budapest         |
|     | Jajcei villanyerőmű éjjel                                                      | 1903             | olaj, vászon | 80,5 × 126 cm   | magántulajdon                            |
|     | Fohászkodó Üdvözítő                                                            | 1903             | olaj, vászon | 126 × 80.5 cm   | Janus Pannonius Múzeum, Pécs             |
|     | Hajótörés                                                                      | 1903             | olaj, vászon | 57 × 75 cm      | magántulajdon                            |
|     | Vihar a Hortobágyon                                                            | 1903             | olaj, vászon | 59 × 117 cm     | Janus Pannonius Múzeum, Pécs             |
|     | Római híd Mosztarban                                                           | 1903             | olaj, vászon | 92 × 185 cm     | Janus Pannonius Múzeum, Pécs (letét)     |
|     | Tavasz Mosztárban                                                              | 1903             | olaj, vászon | 69 × 91 cm      | Janus Pannonius Múzeum, Pécs             |
|     | Schaffhauseni vízesés                                                          | 1903             | olaj, vászon | 130 × 228 cm    | Magyar Nemzeti Galéria, Budapest         |
|     | Titokzatos sziget                                                              | 1903             | olaj, vászon | 35 × 50 cm      | magángyűjtemény                          |
|     | A Panaszfal bejáratánál Jeruzsálemben                                          | 1904             | olaj, vászon | 205 × 293 cm    | Janus Pannonius Múzeum, Pécs (letét)     |
|     | A Jupiter-templom romjai Athénban (A Zeusz-templom romjai Athénban)            | 1904             | olaj, vászon | 67,5 × 137,5 cm | Janus Pannonius Múzeum, Pécs             |
|     | Athéni utca                                                                    | 1904             | olaj, vászon | 102 × 90 cm     | Magyar Nemzeti Galéria, Budapest         |
|     | A kis Taormina                                                                 | 1904             | olaj, vászon | 70 × 98,5 cm    | Magyar Nemzeti Galéria, Budapest         |
|     | A taorminai görög színház romjai                                               | 1904–05          | olaj, vászon | 302 × 570 cm    | Magyar Nemzeti Galéria, Budapest         |
|     | A Nagy Tarpatak völgye a Tátrában                                              | 1904–05          | olaj, vászon | 236 × 400 cm    | Magyar Nemzeti Galéria, Budapest         |
|     | Sétakocsizás újholdnál Athénben (Sétakocsikázás/Kocsikázás újholdnál Athénben) | 1904             | olaj, vászon | 92,5 × 70 cm    | Janus Pannonius Múzeum, Pécs             |
|     | Áldozat                                                                        | 1904             | olaj, vászon | 92,5 × 70 cm    | magángyűjtemény                          |
|     | Görög tengerpart                                                               | ?                | olaj, vászon | 29 × 39 cm      | magántulajdon                            |
|     | Erődítmény tevés arabokkal (Kairói pályaudvar)                                 | 1904             | olaj, vászon | 87,5 × 140 cm   | magántulajdon                            |
|     | Templomtéri kilátás a Holt-tengerre Jeruzsálemben                              | 1905             | olaj, vászon | 127 × 262 cm    | Janus Pannonius Múzeum, Pécs             |
|     | Az Olajfák hegye Jeruzsálemben                                                 | 1905             | olaj, vászon | 118 × 115 cm    | Janus Pannonius Múzeum, Pécs             |
|     | Baalbek                                                                        | 1906             | olaj, vászon | 385 × 714,5 cm  | Janus Pannonius Múzeum, Pécs (letét)     |
|     | Kis Baalbek                                                                    | 1906 körül?      | olaj, vászon | ?               | ?                                        |
|     | Áldozati kő Baalbekben                                                         | 1906–07          | olaj, vászon | 110 × 130,5 cm  | magántulajdon                            |
|     | Magányos cédrus (Egy cédrusfa Libanonból)                                      | 1907             | olaj, vászon | 194 × 248 cm    | Janus Pannonius Múzeum, Pécs             |
|     | Zarándoklás a cédrusokhoz Libanonban                                           | 1907             | olaj, vászon | 200 × 205 cm    | Magyar Nemzeti Galéria, Budapest         |
|     | Marokkói tanító                                                                | 1908             | olaj, vászon | 75 × 65 cm      | Janus Pannonius Múzeum, Pécs             |
|     | Mária kútja Názáretben                                                         | 1908             | olaj, vászon | 362 × 515 cm    | Janus Pannonius Múzeum, Pécs (letét)     |
|     | Sétalovaglás a tengerparton                                                    | 1909             | olaj, vászon | 72 × 171,5 cm   | Janus Pannonius Múzeum, Pécs             |
|     | Antique Madonna                                                                | 1894 körül       | olaj, vászon |                 | lappang                                  |
|     | Antique József eladása                                                         | 1894 körül       | olaj, vászon |                 | lappang                                  |
|     | Iskolai emlék Karlsruhéból                                                     | 1894 körül       | olaj, vászon |                 | lappang                                  |
|     | Hollande                                                                       | 1895             | olaj, vászon |                 | lappang                                  |
|     | Pompeji porta                                                                  | 1897 körül       | olaj, vászon |                 | lappang                                  |
|     | Pompeji (vázlat)                                                               | 1897 körül       | olaj, vászon |                 | lappang                                  |
|     | Füstölgő Etna                                                                  | 1901 körül       | olaj, vászon | 39 × 56 cm      | lappang                                  |
|     | Egy este Kairóban                                                              | 1901–1902 között | olaj, vászon |                 | lappang                                  |
|     | Liliomos nő                                                                    | 1902 körül       | olaj, vászon | 61 × 76 cm      | lappang                                  |
|     | Hunyadi a nándorfehérvári ütközetben                                           | 1903             | olaj, vászon |                 | lappang                                  |
|     | Magyar sereg                                                                   | 1903             | olaj, vászon | 54 × 61 cm      | lappang                                  |
|     | Török sereg                                                                    | 1903             | olaj, vászon | 58 × 63 cm      | lappang                                  |
|     | Passió töredék I                                                               | 1903             | olaj, vászon | 61 × 53 cm      | lappang                                  |
|     | Passió töredék II                                                              | 1903             | olaj, vászon | 61 × 61 cm      | lappang                                  |
|     | Prédikáló szerzetes                                                            | 1903 körül       | olaj, vászon |                 | lappang                                  |
|     | A Kerka vízesése                                                               | 1903             | olaj, vászon |                 | lappang                                  |
|     | Mózes a Sínai hegyen                                                           | 1903             | olaj, vászon |                 | lappang                                  |
|     | Szaharai naplemente                                                            | 1904             | olaj, vászon |                 | lappang                                  |
|     | Jupiter-templom Baalbekben                                                     | 1904             | olaj, vászon | 60 × 171 cm     | lappang                                  |
|     | Törött obeliszk                                                                | 1906             | olaj, vászon | 70 × 116 cm     | lappang                                  |
|     | Palesztinai síremlék                                                           | 1906             | olaj, vászon |                 | lappang                                  |